# Villalba de la Lampreana
Villalba de la Lampreana è un comune spagnolo di 306 abitanti situato nella comunità autonoma di Castiglia e León.